# Cistanche violacea
Cistanche violacea là loài thực vật có hoa thuộc họ Cỏ chổi. Loài này được (Desf.) Hoffmanns. & Link mô tả khoa học đầu tiên năm 1813.